# Stuart Devenie
Stuart Devenie (n. 12 iulie 1951, Noua Zeelandă) este un actor și regizor de teatru din Noua Zeelandă.